# E-TEN
E-TEN est une compagnie industrielle taïwanaise et spécialisée dans les téléphones mobiles de type "smartphone".
Fondée en 1985 à Taipei, elle est au départ connue pour son système de contribution de langue chinoise pour les ordinateurs basés sous DOS. La compagnie a continué à présenter des produits informatiques différents, tant matériel informatique que logiciel, en tirant parti de son expérience dans l'interprétation des caractères chinois. Les offres du marché ont inclus une application de publication, une imprimante laser et système de contribution basé sur windows.
En 2006, E-TEN a présenté son nouveau nom commercial, Glofiish, et 2 nouveaux modèles de téléphones mobiles PDA : Le X500 et le M700, tous les 2 possèdent le GPS, le Wi-Fi et le bluetooth.
Le premier modèle à supporter le 3G est le X800. Il est suivi par le M800
E-TEN a reçu "le Best Choice of Computex Award 2008" pour son Glofiish DX900
Le DX900 a servi de tremplin pour 3 autres mobiles pc de poche : le V900, le X900, et le X610.
En mars 2008, Acer a annoncé l'acquisition d'E-TEN pour 290 millions de dollars.

## Liste des téléphones mobiles Glofiish
- le X500 : 2006, possède le GPS, le Wi-Fi et le bluetooth
- le M700 : 2006, possède le GPS, le Wi-Fi et le bluetooth
- le X800 : le premier Glofiish à supporter le 3G
- le M800
- le DX900
- le V900
- le X900
- le X610

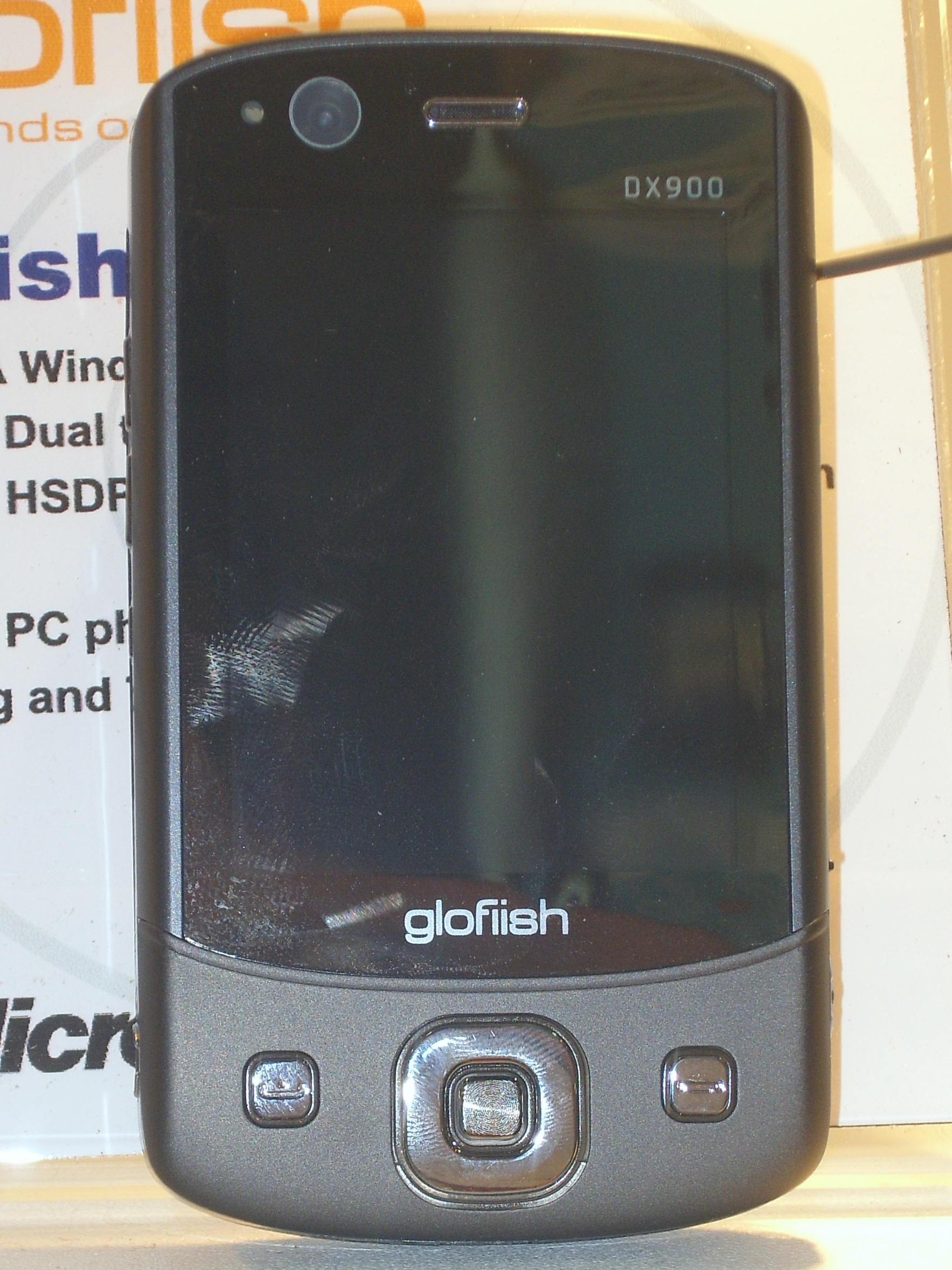
Glofiish DX900
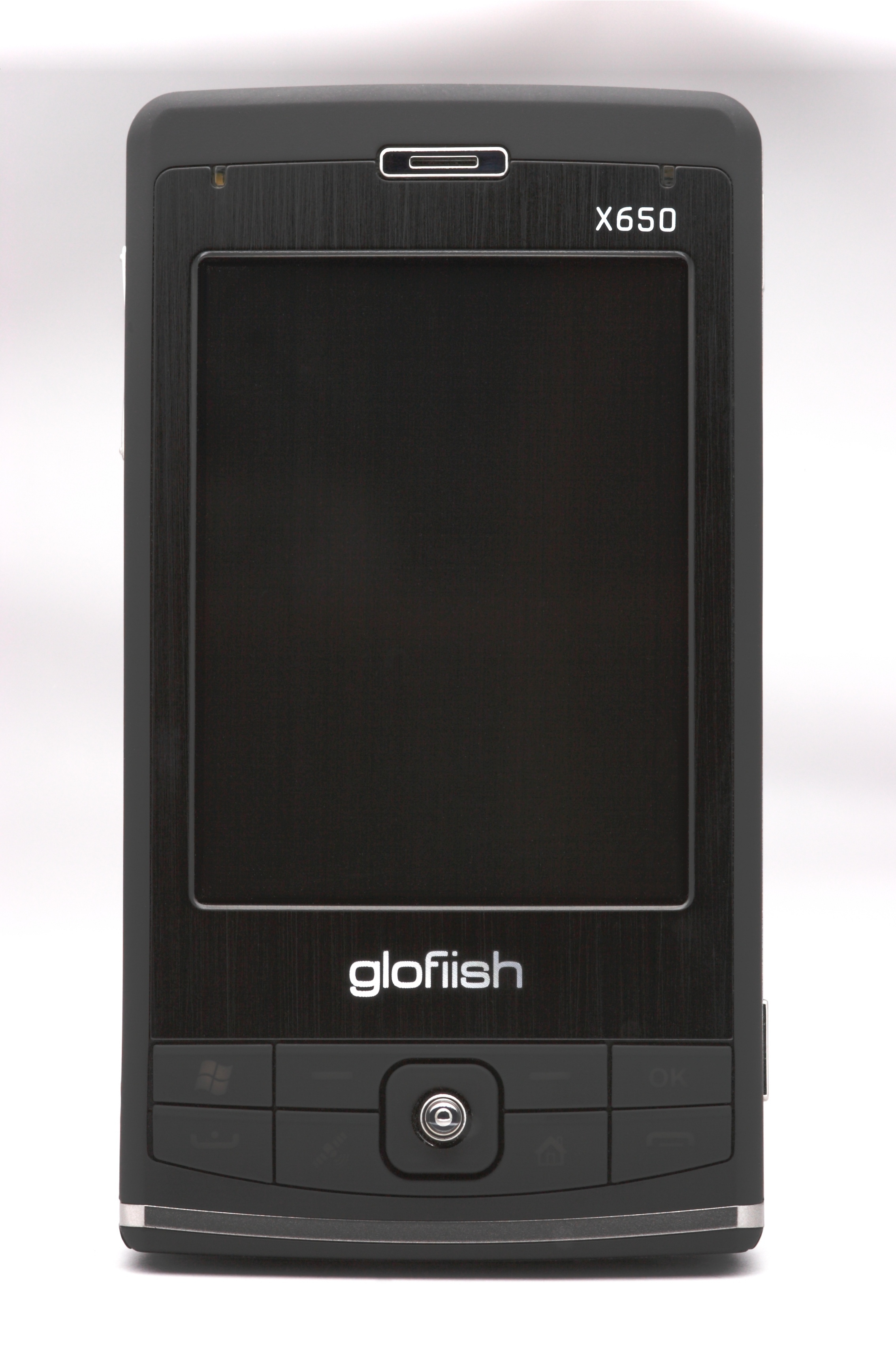
Glofiish X650